# Луховиці
Лухови́ці (рос. Луховицы) — місто у Московській області Росії, адміністративний центр Луховицького району. Місто обласного підпорядкування. Засноване 1594 року, однак перша згадка датується 1567 роком, статус міста з 1957 року. Місто розташовано на річці Ока за 135 кілометри на південний схід від Москви на Москворецько-Окській рівнині. Залізнична станція на лінії Москва — Рязань. Попередня назва — село Глуховичі.
На північ від Луховиць розташована група штучних водойм Голубі озера (затоплені піщані кар'єри «Союзпіски»), оточені сосновим лісом які мають велику популярність серед відпочивальників.

## Історія

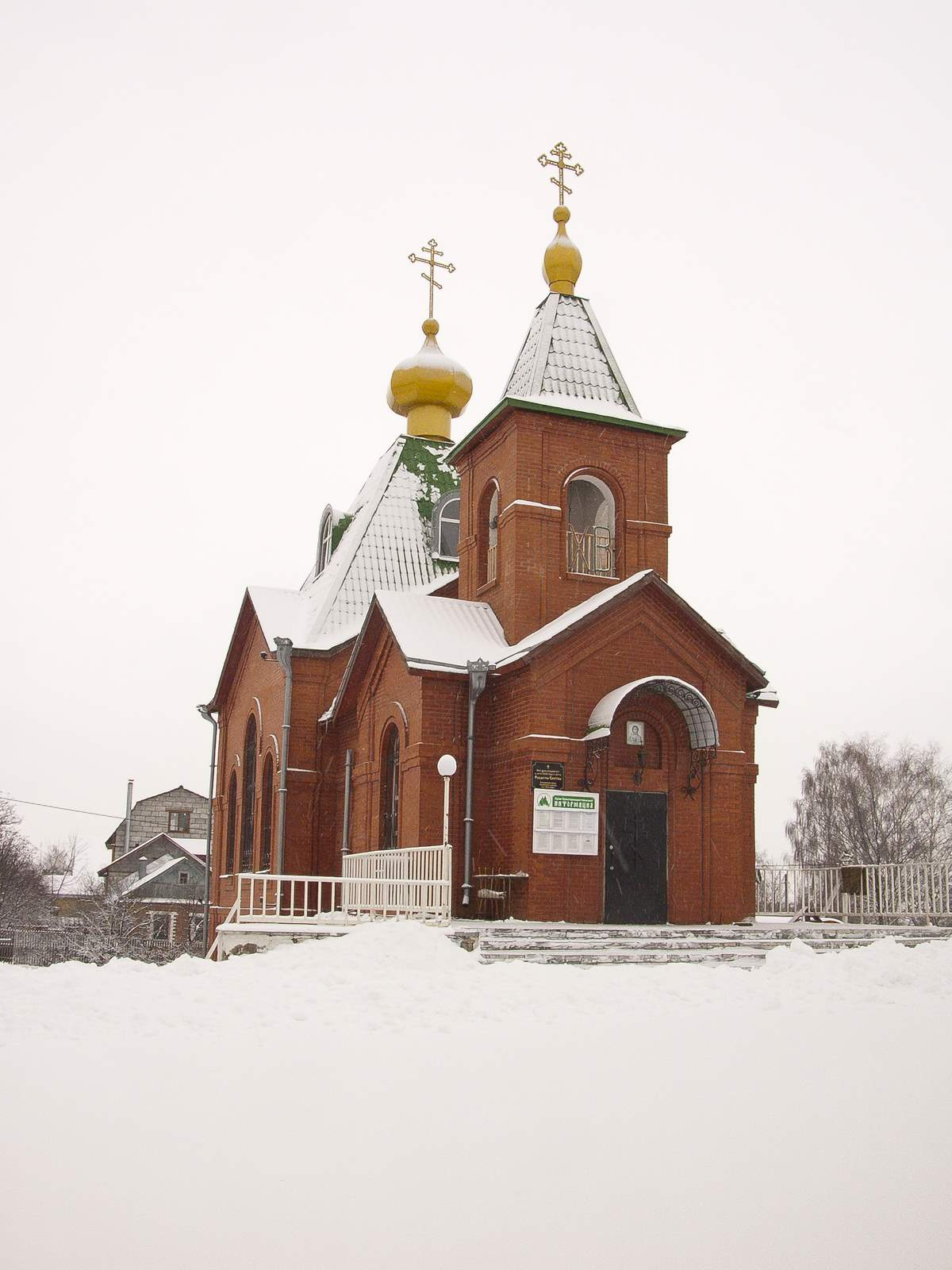
Церква святої Трійці у Луховицях

Вперше згадується в рязанських хроніках 1594–1597 рр. — як село Глуховичі. Назва пов'язана з прізвиськом Глухой, Глухов, а суфікс -ичи вказує на приналежність землі його нащадкам. Наприкінці XVI ст. це була вотчина рязанського архієпископа. У пізніших джерелах село згадується у формі Луховичі.
З 1764 року економічне село, у середині 19 ст. через Луховиці пройшла рязанська дорога, що привело до росту промислів та торгівлі. На початку 20 століття виникло пристанційне селище.
Відповідно до північноросійського цокання суфікс -ичи замінюється на -ицы, і ця форма стає офіційною з середини 1920-х рр.
У 1931 році було створено Луховицький район з центром у селі Луховиці. 20 червня 1957 року отримало статус міста
.

## Символіка
Місто Луховиці має власну символіку — герб та прапор. Герб та прапор міста було ухвалено 22 грудня 2006 року.

## Міський округ
До складу міського округу окрім міста Луховиці також входить селище станція Чорна. Депутатський корпус Луховиць складається з 19 депутатів-мажоритарників.

## Промисловість
У місті працюють шкіргалантерейна та дві швейні фабрики, цегельний і машинобудівний заводи. Добре розвинута харчова промисловість: консервний, молочний, борошномельний заводи. У місті виготовляють винищувачі МіГ — у місті є підприємство, на якому складають МіГи з 21 по 29-й.

### Вирощування огірків
Раніше на в'їзді у місто висів банер з написом «Є в Росії три столиці: Москва, Рязань та Луховиці», потім зміст банеру поміняли, замінивши Рязань на Пітер, чим завдали образи рязанцям, оскільки ті, згадуючи Луховиці зневажливо називають її «столицею огірків», які є головним міським брендом. Вирощувати їх почали у голодні 30-ті роки ХХ століття, і настільки успішно, що у 2005 році на в'їзді в місто встановили пам'ятник огірку-годувальнику. Також у місті є Музей Огірка
.

## Населення
| Рік  | тис. чол | рік  | тис. чол | рік  | тис. чол | рік  | тис. чол |
| ---- | -------- | ---- | -------- | ---- | -------- | ---- | -------- |
| 1897 | 1.7      | 1989 | 32.5     | 2001 | 32.6     | 2008 | 31.9     |
| 1939 | 1.9      | 1992 | 33.3     | 2003 | 32.4     | 2010 | 31.9     |
| 1959 | 12.7     | 1996 | 32.9     | 2005 | 32.2     | 2011 | 29.9     |
| 1970 | 18.1     | 1998 | 32.9     | 2006 | 32.1     | 2012 | 29.8     |
| 1979 | 27.7     | 2000 | 32.7     | 2007 | 32.1     | 2013 | 29.8     |

## Освіта
У місті працює Луховицька філія Сучасної гуманітарної академії

## Пам'ятки історії та архітектури
На території колишнього села Сушково знаходиться дерев'яна Казанська церква (1754 рік), яка має статус пам'ятки архітектури

На околиці міста біля Алеї Слави встановлена військова техніка — реактивний навчально-тренувальний літак Л-29, винищувач МіГ-21, інша важка військова техніка. У місті є пам'ятник винищувачу-бомбардувальнику МіГ-23
На околиці міста встановлено пам'ятник огірку на якому написану «Огірку-годувальнику від вдячних луховичан». Недалеко від вокзалу встановлено пам'ятник Петру Першому, а в околицях міста розташовано село Дединово — історичний центр російського суднобудування а також село Перевицький Торжок — колишнє старовинне місто Перевитськ.